# 야베촌
야베촌(일본어: 矢部村)은 일찍이 후쿠오카현 남부에 있었던 야메군의 촌이다.
후쿠오카현 자치체들 중 인구가 가장 적고 인구밀도도 가장 낮다. 2006년에 마을이 진료소를 설치했지만 근무하는 의사가 없어 일시적으로 의사가 없는 촌이었으나 현재는 해소되었다.

## 지리
후쿠오카현 남동부의 지쿠고 지방에 위치하고 동쪽은 오이타현, 남쪽은 구마모토현과 접한다. 일급 하천 야베 강의 상류에 위치해 촌역의 대부분이 산지이다.

### 인접한 자치체
- 후쿠오카현 : 야메군 구로기 정·호시노 촌
- 오이타현 : 히타시
- 구마모토현 : 야마가시

## 역사
- 1889년 4월 1일 - 시정촌제 시행으로 야베 촌이 성립하였다.
- 2010년 2월 1일 - 야메군 구로기 정·다치바나 정·호시노 촌 함께 야메 시에 편입되어 소멸하였다.

## 경제
야메 차의 생산지의 하나이다.

## 교통

### 도로
- 국도 제442호선